# Medtechlabs

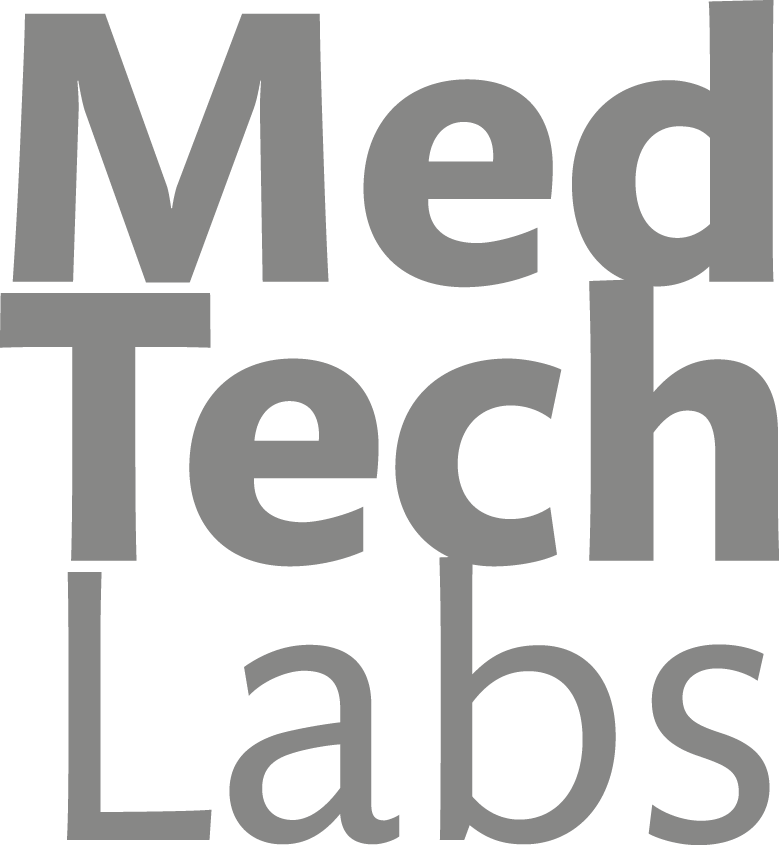
MedTechLabs logotyp

MedTechLabs är ett tvärvetenskapligt centrum för patientnära forskning inom medicinteknik. Syftet med centrumet är att skapa nya förutsättningar för hälso- och sjukvården att erbjuda patienter snabbare diagnos och bättre behandling. MedTechLabs drivs av KTH, Karolinska Institutet och Region Stockholm och ska bidra till utvecklingen av medicinteknik i ett nationellt och internationellt perspektiv. MedTechLabs har lokaler i BioClinicum vid Karolinska Universitetssjukhuset i Solna.  

## Bakgrund
KTH har sedan 2010 initierat och utvecklat strategiska partnerskap. I partnerskapet med Region Stockholm har ambitionen från båda parter varit att identifiera teknik som medverkar till att lösa stora utmaningar för sjukvården. Hälsa Medicin Teknik (HMT) är en av de satsningar som genomförts i partnerskapet för att skapa förutsättningar för forskare vid KTH att utveckla forskningsprojekt med kliniskt verksamma forskare vid Region Stockholm. Dessa har oftast även en anställning vid Karolinska institutet och/eller Karolinska Universitetssjukhuset och medlen utlyses i konkurrens. Utifrån det forskningssamarbete som inleddes 2013 mellan Professor Mats Danielsson, KTH och Professor Staffan Holmin, KI/Karolinska Universitetssjukhuset, med stöd av partnerskapets HMT-medel påvisade Mats Danielsson 2015 för KTH:s ledning möjligheten att skapa direkta värden för hälso‐ och sjukvården genom att påtagligt stärka patientnära forskning inom medicinteknik. Förslaget utgick ifrån att ny kunskap genereras genom rekrytering av framstående yngre forskare i internationell konkurrens som bedriver forskningsprojekt i patientsäker labbmiljö nära vårdflödet. Mats Danielsson fick av KTH:s rektor i uppdrag att utarbeta ett förslag för en sådan forskningsmiljö, i nära dialog med Region Stockholms forskningsdirektör samt ansvariga politiker. I april 2017 konstaterades en god utveckling av förslaget om ett närmare samarbete i form av ett MedTechLabs. Avtal mellan Region Stockholm (då SLL) och KTH om  att inrätta centrumet slöts i september 2017. Det beslutades sedan att det nya centrumets första forskningsprogram skulle avse spektral CT-bildbehandling och endovaskulära tekniker. MedTechLabs verksamhet startade våren 2018. 

## Forskning
MedTechLabs forskningsområden inkluderar all medicinteknik. Forskning kan omfatta såväl förebyggande som diagnostisering och terapi. Forskningsprogrammen löper på i fem år men ska rapportera aktivitet årligen. Forskningsledaren förväntas söka ytterligare forskningsmedel externt. Samarbetsavtal med externa aktörer, såsom företag, ingås på projektnivå. Beslut om forskningsområden fastställs av centrumets styrgrupp efter att sjukvårdsdirektörer, ingående i LISAB/ägarutskottet, har angett behov och KI och KTH har kommenterat forskningsintresse och kompetens. Utlysning görs inom beslutade områden. Gemensamma ansökningar ska komma från KI och KTH. Forskningsprogram söks i konkurrens inom respektive område och flera program kan beviljas inom ett område. Ledarskapet delas inom varje forskningsprogram mellan forskare från KI och KTH. Anställda vid Region Stockholm bör delta i forskningsprogrammen. 
Sedan 2019 bedrivs forskning inom spektral CT-bildbehandling och endovaskulära tekniker vid MedTechLabs och sedan 2020 även forskning om artificiell intelligens inom hälso- och sjukvården samt bioelektronisk medicin. 

## Klinisk relevans och etik
För att säkerställa klinisk relevans i projekten är deltagande av frivilliga patienter och friska testpersoner en förutsättning. Detta möjliggörs inom MedTechLabs genom Region Stockholms medverkan. Projekten inom centrumet ska följa god klinisk forskningssed (GCP), lag om etikprövning samt andra vård‐ och forskningsetiska principer. De ska även vara godkända av relevanta myndigheter.

## Organisation
MedTechLabs är inrättat som ett forskningscentrum med KTH som huvudman. Region Stockholm är kravställare medan universiteten - KTH och KI – tillsammans har utförarrollen. Centrumet styrs av en styrgrupp som ansvarar för utlysning av forskningsområden, tillsättning av externa bedömningsgrupper, fastställande av budget och verksamhetsplan samt uppföljning av verksamheten. Som stöd för styrgruppens arbete finns en referensgrupp som kallas till ett styrgruppsmöte på årlig basis. Denna består av patientorganisationer och branschorganisationer inom medicinteknik. Föreståndare utses av KTH:s rektor enligt KTH:s regler för centrumbildningar efter rekommendation av styrgruppen.